# Tyrannochthonius aralu
Espèce
Tyrannochthonius aralu est une espèce de pseudoscorpions de la famille des Chthoniidae.

## Distribution
Cette espèce est endémique d'Alabama aux États-Unis,. Elle se rencontre dans les grottes Twin Caves dans le comté de Madison.

## Description
Le mâle holotype mesure 2,23 mm, les mâles mesurent de 2,17 à 2,36 mm.

## Étymologie
Son nom d'espèce lui a été donné en référence à Aralu.

## Publication originale
- Muchmore & Chamberlin, 1995 : The genus Tyrannochthonius in the eastern United States (Pseudoscorpionida: Chthoniidae). Part I. The historical taxa. Insecta Mundi, vol. 9, p. 249-257 (texte intégral) rédigé par Muchmore à partir d'un manuscrit de Chamberlin (1898-1962).